# Dzereco y Nohoch
Dzereco y Nohoch es un dúo de comediantes del teatro regional de Yucatán. Conformado por los hermanos Mario Herrera Casares (Dzereco) y Daniel Herrera Casares (Nohoch),tataranietos  del comediante Héctor Herrera Escalante y provenientes de una conocida familia de comediantes de la región.
Los hermanos Herrera Casares se caracterizan por su humor pícaro, el cual consiste en tomar costumbres de los yucatecos para representarlas en el escenario de una manera cómica.

## Inicios y trayectoria
A pesar de provenir de una reconocida familia de comediantes, ellos relataron en una entrevista que al principio trataron de evitar que el público los reconociera por sus apellidos, por lo que siempre se presentaban utilizando sus seudónimos. Los hermanos Herrera Casares tuvieron sus inicios en distintas obras de teatro que se presentaban en un recinto que funcionaba como el teatro de Héctor Herrera Escalante, ubicado en el centro histórico de Mérida.
En el 2011 Dzereco y Nohoch realizaron una gira en Estados Unidos, ofreciendo funciones en ciudades como Dallas, Las vegas, Los Ángeles y San Francisco.
En el 2016 celebraron 22 años de trayectoria en el teatro regional con una presentación en el Teatro Peón Contreras, donde contaron con la presencia de Margarita la Diosa de la Cumbia. Ese mismo año también se cumplieron 15 años de su programa de televisión "Las Aventuras de Dzereco y Nohoch", el cual se transmite en un canal local de Yucatán.

## Significado de sus apodos
El origen de sus nombres artísticos proviene de la lengua maya. Según ellos, la palabra Dzereco significa "alegre" o "pícaro". Mientras que Nohoch significa "de gran tamaño".

## Obras teatrales
Han presentado diversas obras teatrales, algunas de ellas son:
- Dos huiros de koydado.
- Shereko y su nohoch burro.
- El rival más fuerte.
- Cuatro huiros al desnudo.
- Nohoch brother.
- Nada se roba, todo se Herrera.
- Gordesa, esa huira es mala.
- Monólogos de la cantina.
- Un mucbilpollo sin pollo.